# Mabote

Mabote en Mozambique

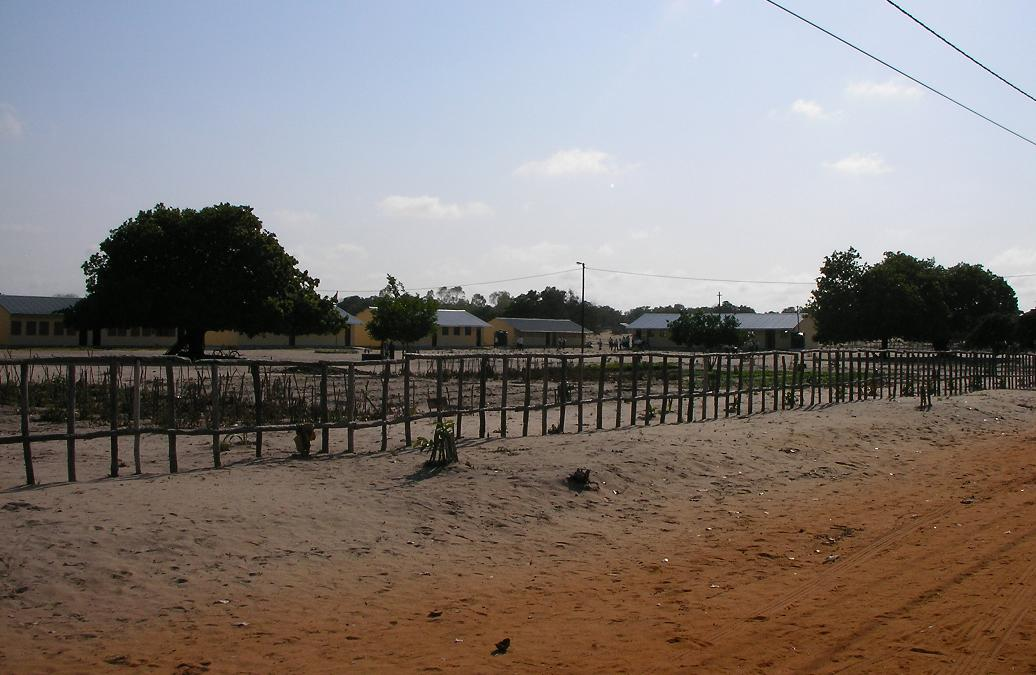
Calle principal de Mabote.

Mabote es un distrito y el nombre de su capital situado en la parte septentrional de la provincia de Inhambane, en Mozambique. 
Limita al norte con los distritos de Machaze de la provincia de Manica y Machanga de la provincia de Sofala, al oriente con los distritos de Govuro e Inhassoro, al sur con Funhalouro y al occidente con Chigubo y Massangena de la provincia de Gaza.
Tiene una superficie de 14.577 km² y según el censo de 2007 una población de 45.101habitantes, lo cual arroja una densidad de 3,1 habitantes/km². Se ha presentado un aumento de 13,7% con respecto a los 39.661 habitantes registrados en 1997.

## División administrativa
Este distrito formado por ocho localidades (Tanguane, Maculuve, Benzane, Ppatana, Mussengue y Chitanga), se divide en tres puestos administrativos (posto administrativo), con la siguiente población censada en 2005:
- Mabote, sede, 24 463.
- Zimane, 7 121.
- Zinave, 16 794.